# Borovo Polje
Borovo Polje (cyr. Борово Поље) – wieś w Bośni i Hercegowinie, w Republice Serbskiej, w gminie Modriča. W 2013 roku liczyła 174 mieszkańców.